# بهشية مفتوحة
البَهْشِيِّة المفتوحة (باللاتينية: Ilex patens) نوع نباتي يتبع جنس البهشية من الفصيلة البهشية.
موطنها ماليزيا.